# KSnapshot
KSnapshot – program do tworzenia zrzutów ekranu, zawarty w KDE. Jest częścią kdebase.

## Funkcje programu
- tworzenie zrzutów pełnego ekranu, jednego okna, lub dowolnego obszaru
- opóźnienie przed zrzutem
- możliwość drukowania zrzutów
- sterowanie za pomocą skryptów używając interfejsu DCOP